# Jean-Baptiste Tribout
Pour les articles homonymes, voir Tribout (homonymie).
Jean-Baptiste Tribout, parfois Jibé, est un grimpeur français né le 14 décembre 1961. Il a signé le manifeste des 19 qui est un texte rejetant la compétition d'escalade.
Avec Antoine Le Menestrel, Fabrice Guillot et Marc Le Menestrel, ils forment le « gang des Parisiens ».

## Biographie
Il débute l'escalade à neuf ans en forêt de Fontainebleau. Dans les années 80, il va particulièrement au Saussois où il ouvre ou grimpe à vue des voies qui sont à la limite du niveau maximal de l'époque. Bien qu'étant soutenu par des sponsors et ayant participé à des compétitions, il préfère beaucoup grimper uniquement en extérieur car « Seules [les] voies en rocher comptent pour [lui] ». Il a reconnu avoir taillé des prises même s'il revient maintenant sur cette pratique contestable.

## Ascensions notables

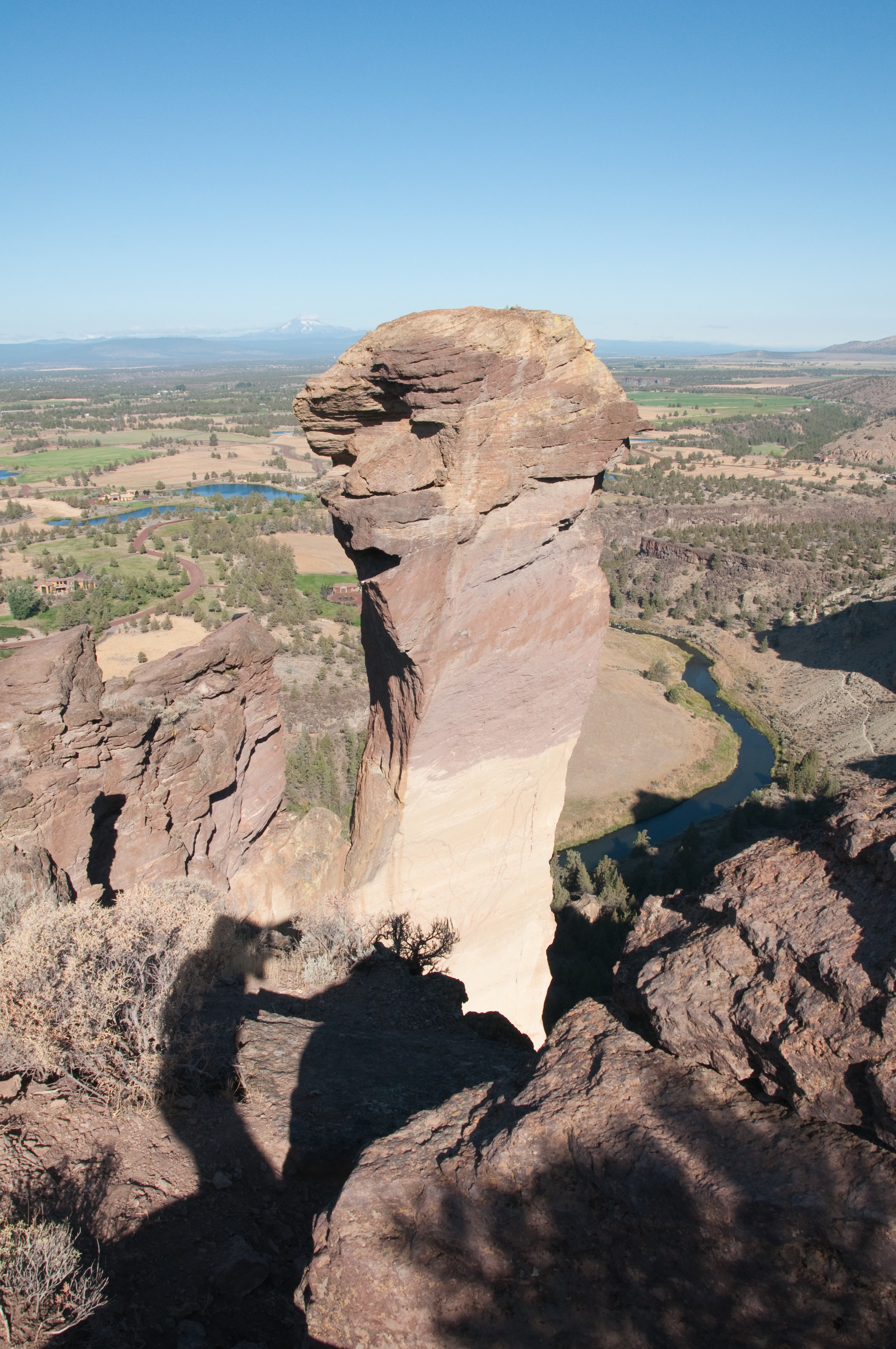
Le Monkey Face, Smith Rocks

| Nom                  | Site                    | Date | Commentaires                                                    |
| -------------------- | ----------------------- | ---- | --------------------------------------------------------------- |
| Super-échelle        | Le Saussois, France     | 1982 | 7a, ouverture après L’Échelle 7a en 1977 par Jean-Claude Droyer |
| Chimpanzodrome       | Le Saussois, France     | 1982 | 7c+                                                             |
| Fritz the Cat        | Le Saussois, France     | 1982 | 8a, ouverture                                                   |
| To Bolt Or Not To Be | Smith Rocks, États-Unis | 1986 | 8b+, ouverture                                                  |
| Super Plafond        | Volx, France            | 1984 | 8c+                                                             |
| Just Do It           | Smith Rocks, États-Unis | 1992 | 8c+, ouverture                                                  |
| The Face             | Frankenjura, Allemagne  | 1984 | 8a+, voie de Jerry Moffatt                                      |